# Georgia (brano musicale)
Georgia è un brano composto ed interpretato dall'artista britannico Elton John; il testo è di Gary Osborne.

## Struttura del brano
Proveniente dall'album del 1978 A Single Man (del quale è la settima traccia), rappresenta un'altra canzone di John dal sapore gospel. Il pianoforte di Elton è molto evidente, soprattutto nella intro e in alcuni intermezzi strumentali; la rockstar si cimenta anche all'harmonium e all'organo. Il chitarrista B. J. Cole, già session man in Madman Across the Water, è presente alla chitarra pedal steel (recante toni country). Ai cori è presente anche il team del Watford F.C., squadra calcistica della quale Elton era divenuto il Presidente nel 1977.
Georgia era la B-side del singolo statunitense Johnny B. Goode, cover eltoniana dell'omonimo pezzo di Chuck Berry, distribuita come singolo nel 1979.

## Significato del testo
Il testo di Osborne potrebbe facilmente essere un tributo al brano di Ray Charles Georgia on My Mind; sembra comunque che parli della Georgia e ne lodi gli abitanti, l'atmosfera e il clima.

## Formazione
- Elton John - voce, pianoforte, harmonium, organo
- Tim Renwick - chitarra Lesley, mandolino
- B. J. Cole - chitarra pedal steel
- Clive Franks - basso
- Steve Holly - batteria
- Ray Cooper - tamburello
- Watford Football Team - cori
- The South Audley Street Girl's Choir - cori